# Too Good at Goodbyes
Pistes de The Thrill of It All
Momentarily Mine One Last Song
Too Good at Goodbyes est une chanson interprétée par le chanteur britannique Sam Smith, sortie le 8 septembre 2017. Premier single extrait de l'album The Thrill of It All (2017).

## Vidéo-clip
Sam Smith publie sa musique officielle sur ses comptes YouTube et Vevo, le 8 septembre 2017, avant d’être retirée plus tard au profit de mettre à jour son clip officiel, le 18 septembre 2017. Il a été tourné à Newcastle upon Tyne. Le 29 septembre 2017, le chanteur publie une vidéo où l’on voit fredonner la chanson au Round Chapel à Hackney, en plein centre londonien.
Le 3 janvier 2018, le clip musical a été vu environ 460 millions de fois, et a dépassé le milliard de vues entretemps.

## Formats et pistes
- Digital download

1. "Too Good at Goodbyes" – 3:21

- Digital download (Acoustic)

1. "Too Good at Goodbyes" (Acoustic) – 3:40

- Digital download (Galantis Remix)

1. "Too Good at Goodbyes" (Galantis Remix) – 3:12

- Digital download (Snakehips Remix)

1. "Too Good at Goodbyes" (Snakehips Remix) – 3:58

## Personnel
- Auteur-compositeur-interprète : Sam Smith
- Compositeurs : Sam Smith, James Napier, Mikkel Storleer Eriksen et Tor Erik
- Production : Jimmy Napes, Steve Fitzmaurice et Stargate
- Mixing : Steve Fitzmaurice
- Techniciens : Steve Fitzmaurice, Darren Heelis et Gus Pirelli
- Mastérisation : Bob Ludwig
- Assistant engineers : Will Purton, Isabel Grundy Gracefield, Steph Marziano, Tom Archer, Henri Davies et John Prestage
- Batterie : Earl Harvin
- Bass : Jodi Milliner
- Piano : Reuben James
- Guitare : Ben Jones
- Percussion : Earl Harvin, Jimmy Napes et Stargate
- Programmation de batterie : Darren Heelis et Steve Fitzmaurice
- Arrangement : Simon Hale
- Choristes : The LJ Singers